# Ophiogomphus edmundo
Ophiogomphus edmundo – gatunek ważki z rodziny gadziogłówkowatych (Gomphidae). Występuje na terenie Ameryki Północnej.